# Милан Војводић
Милан Војводић (Кикинда, 20. јануар 1994) је српски фудбалер. Са репрезентацијом Србије до 19 година је освојио Европско првенство 2013. у Литванији.